# Les Musiciens de Provence
Les Musiciens de Provence est un ensemble musical créé en 1970, d’abord sous le nom d'Ensemble de musique populaire de Provence, destiné à mettre à l'honneur la musique ancienne de Provence,.

## Origine
Autour de Maurice Guis (galoubet-tambourin, flûte de Pan, flûte à bec, fifre, hautbois, psaltérion, trompette marine, orgue régale, clavecin), Maurice Maréchal et Pierre Eyguesier, à l’origine du projet, se joignent Jean Porta et son fils Jean-Paul Porta (flûte, guitare, percussion), René Nazet (vielle à roue, mandore, orgue regale, clavecin, percussion), Jean Hémard, Loïs Hémard, Marie-Josée Morbelli et André Gabriel (flûte, violon, rebec, violoncelle, flûte de Pan, sacqueboute, fifre) en 1974, Rémi Venture (tambourin) et Jean-Louis Gras (cromorne, guitare, percussion) en 1982, Edo Pols, Pierre Guis, Sylvain Brétéché.
Le luthier Marius Fabre a reconstitué pour cet ensemble plusieurs instruments anciens : organistrum, psaltérion, trompette marine. D'autres instruments traditionnels sont mis en valeur, notamment le galoubet-tambourin.

Dans leur répertoire, les Musiciens de Provence intègrent de nombreux morceaux ou chants anciens de Provence, souvent notés par collectage, comme les Chants populaires de la Provence, de Damase Arbaud, les noëls de Nicolas Saboly ou les Noëls de Notre-Dame des Doms (Avignon).

## Discographie
Onze enregistrements ont été réalisées sous label Arion :
- vol. I : Musique des trouvères et des troubadours (1973, Arion ARN 68064)[5] (OCLC 71467256)[6],[7],
- vol. II : Art des flûtes provençales : Michael Praetorius, Etienne du Tertre, André-Ernest-Modeste Grétry… (1974, Arion ARN 48110)[8] (OCLC 762772478)
- Vol. III : Musique du Moyen Âge et de la Renaissance : Instruments Anciens (1975, LP Arion ARN 34370)[9]
- Vol. IV : Musique du Moyen Âge et de la Renaissance : instruments anciens (1977, LP Arion ARN 34370)[10]
- Vol. V : Danses du XVIe au XVIIIe siècle (1978, Arion)[11] (OCLC 762772478)
- vol. VI : L’Art des flûtes provençales (1980, LP Arion ARN 36516)[12] (OCLC 29214520)
  - Musique du Moyen Âge au XVIIIe siècle (coffret de trois disques, Arion ARN 334022)[13]
- Art du psalterion : Guillaume de Machaut ; Claude Gervaise ; Guiraut Riquier ; Giovanni Giacomo Gastoldi ; Bernart de Ventadorn (1981, Arion) (OCLC 602960045)
- Noël Provençal, musiques et chants traditionnels d'hier à aujourd'hui - Rena Sette, chant ; Patrick Vaillant, mandoline (1976, LP Arion ARN 34348 / CD Agence régionale de coordination artistique et de développement) (OCLC 658340237)
- Musiciens de Provence : Moniot, de Paris ; comtesse de Dia ; Gautier de Coinci ; August Nörmiger ; Pierre Attaingnant (OCLC 603660446)
- Noëls de France : l'âme de la tradition : Auvergne, Corse, Normandie - avec orchestre de « Contredanse », les joyeux de Provence (Arion ARN 58381) (OCLC 658843802)
- Noël latin : Marc Antoine Charpentier ; Antoine Busnois ; Guillaume Bouzignac - dir. Paul Colléaux (Origins OR55400503) (OCLC 659133177)
- Les Saisons du Roy René (avec les Baladins)
- Les Jeux de la Fête-Dieu d’Aix en Provence : Marin Mersenne, Étienne du Tertre, Jehan Chardavoine (1983, Arion ARN 4036768) (BNF 38414990)